# 기동전사 건담 디 오리진 Ⅵ: 탄생 붉은 혜성
《기동전사 건담 디 오리진 VI: 탄생 붉은 혜성》(일본어: 機動戦士ガンダム THE ORIGIN　誕生 赤い彗星)은 2018년에 개봉한 일본의 영화이다.

## 캐스트
주연
- 이케다 슈이치 : 샤아 아즈나블 역
- 후루야 토루 : 아무로 레이 역
- 우라야마 진 : 데긴 소도 자비 역
- 긴가 반죠 : 기렌 자비 역

출연
- 미야케 켄타
- 와타나베 아케노
- 카키하라 테츠야
- 이치조 카즈야
- 마츠다 켄이치로
- 야마자키 타쿠미
- 한 메구미
- 후루카와 토시오
- 나리타 켄
- 후쿠엔 미사토
- 후지무라 아유미
- 오오츠카 아키오 - 내레이션 역

## 기타
- 음향 : 후지노 타다요시
- 미술 : 아즈마 준이치